# Думиничи
Думи́ничи — рабочий посёлок, административный центр Думиничского района Калужской области России. Административный центр городского поселения «Посёлок Думиничи».
Население — 5377 чел. (2023).

## История
Населённый пункт Думиничский завод был образован в 1882 году, когда болховский купец А. И. Цыплаков и землевладелец Жиздринского уезда И. Р. Лабунский начали строить в Никитинской лесной даче чугунолитейный завод, получивший название от близлежащей деревни. Выросший возле завода населённый пункт, первоначально состоявший из нескольких жилых домов, двух заводских ночлежек, магазина, медпункта и пожарного депо, входил в состав Вёртенской волости.
Завод запущен в работу 17 февраля (1 марта) 1883 года, и после этого село стало быстро развиваться. Вдоль дорог Боброво-Думиничи и Боброво-Поляки вырубался лес и строились жилые дома. Население увеличивалось в основном за счёт приезжих — бывших мастеровых Мальцовских предприятий.
В 1887 открылись больница на 15 коек и аптека, в следующем году — 4-классное училище, в 1890 построен храм Космы и Дамиана. Станция Думиничи Московско-Брянской железной дороги построена в 1898 году. В 1914 в селе Думиничский завод насчитывалось 2244 жителя, работала 3-классная земская школа.
В 1921 на территории чугунолитейного завода оборудована временная электростанция на 46 кВт. На начало 1930-х годов на заводе было занято 1330 рабочих, годовая продукция его составляла 12 тыс. т.
С 1 января 1926 года село Думиничский завод становится центром Думиничский волости. 24 октября 1927 года Постановлением Президиума Верховного Совета РСФСР село получило статус посёлка. С 1929 года — административный центр Думиничского района. С октября 1932 носит современное название — Думиничи.
В 1930 была открыта семилетняя, в 1936 — средняя школа.
В годы Великой Отечественной войны в районе Думиничей велись активные боевые действия. В период оккупации (с 5 октября 1941 года) в районе Думиничей действовал партизанский отряд «За Родину» под командованием Ильина Александра Ивановича, погибшего 30 декабря 1941 года и посмертно награждённого медалью «За отвагу», а в самом райцентре — молодёжное партизанское подполье (группа А. А. Козлова — И. Ф. Дубровского). В ходе Московской битвы первый раз был освобожден от врага 4-6 января 1942 года, вновь оставлен после кровопролитных боев 19-21 января. Особо ожесточенные бои за поселок и станцию Думиничи вели 20-23 января 1942 года полки 328-й стрелковой дивизии 10-й армии. Окончательно посёлок был освобождён 2 апреля 1942 года.
Во время войны посёлок был практически полностью разрушен, сохранились только три жилых дома и бывшее здание райкома. Стал заново отстраиваться с 1947 года. Широкомасштабное жилищное и производственное строительство началось с февраля 1951, когда было организовано СМУ-6, в котором работало около 500 человек. Число жителей поселка быстро росло за счёт приезжих из деревень Думиничского и соседних (Ульяновского, Жиздринского, Сухиничского) районов, и вскоре превысило довоенный уровень. В 1967 в поселке (вкл.станцию) было 7 промышленных предприятий, 3 школы, 3 детских сада, 2 клуба, 4 столовых, 28 магазинов, больница, аптека.

## Население
| 1897  | 1913  | 1920  | 1926  | 1931  | 1939  | 1959  | 1970  | 1979  |
| ----- | ----- | ----- | ----- | ----- | ----- | ----- | ----- | ----- |
| 1368  | ↗2244 | ↘992  | ↗1483 | ↗2058 | ↗4583 | ↗6743 | ↗7734 | ↘7549 |
| 1989  | 2002  | 2009  | 2010  | 2011  | 2012  | 2013  | 2014  | 2015  |
| ↘7418 | ↗7866 | ↘7268 | ↘6326 | ↘6283 | ↘6131 | ↘5958 | ↘5821 | ↘5718 |
| 2016  | 2017  | 2018  | 2019  | 2020  | 2021  | 2023  |       |       |
| ↘5638 | ↘5594 | ↘5577 | ↘5460 | ↘5438 | ↗5474 | ↘5377 |       |       |

Уменьшение населения с 2009 на 2010 год объясняется выделением в качестве отдельного населённого пункта станции Думиничи.
Национальный состав
По итогам переписи населения 2020 года проживали следующие национальности (национальности менее 0,1 % и другое, см. в сноске к строке «Другие»):
| Национальность | Численность, чел. | Доля     |
| -------------- | ----------------- | -------- |
| Русские        | 5302              | 96,86 %  |
| Татары         | 13                | 0,24 %   |
| Армяне         | 12                | 0,22 %   |
| Узбеки         | 9                 | 0,16 %   |
| Таджики        | 7                 | 0,13 %   |
| Украинцы       | 6                 | 0,11 %   |
| Другие         | 125               | 2,28 %   |
| Итого          | 5474              | 100,00 % |

## Экономика
Основные промышленные предприятия — чугунолитейный завод (выпускает чугунную и пластмассовую сантехарматуру), хлебокомбинат, на станции Думиничи — лесхоз, мясокомбинат, молокозавод.
Имеется свыше 60 предприятий торговли. Работают офисы Сбербанка.
Основные предприятия посёлка (год основания):
- Чугунолитейный завод (1883). Когда-то градообразующее предприятие, ныне[когда?]

 насчитывающее всего 140 работников, почти не работающее по основному профилю (чугунное литьё). Существует за счёт разовых заказов и небольшого сбыта сантехнических изделий из пластмасс.
- Хлебокомбинат (1931)
- Леспромхоз (1931)
- Лесхоз (1936)
- «Заготзерно» (1933, закрыт в 2001), в настоящее время почти полностью разрушена производственная база и хранилища, здания разобраны местным безработным населением на кирпич.
- «Промкомбинат» (1944, работал до 2005)
- СМУ-6 (ПМК-149) (1951—1998)
- Головной молокозавод (1956)
- Мясокомбинат (1960)

## Транспорт
В 5 км располагается железнодорожная станция Думиничи (на линии Брянск—Сухиничи).

## Культура
Функционируют районный дом культуры (построен в 1958 году), клуб на станции Думиничи, районная и поселковая библиотеки, 3 средних общеобразовательных школы
С 1930 года издаётся районная газета «Думиничские вести» (до августа 1991 года носила наименование «Ленинское знамя»).

## Люди, связанные с посёлком
- Никишин, Николай Николаевич (род. Думиничи) — генерал-лейтенант

## Галерея

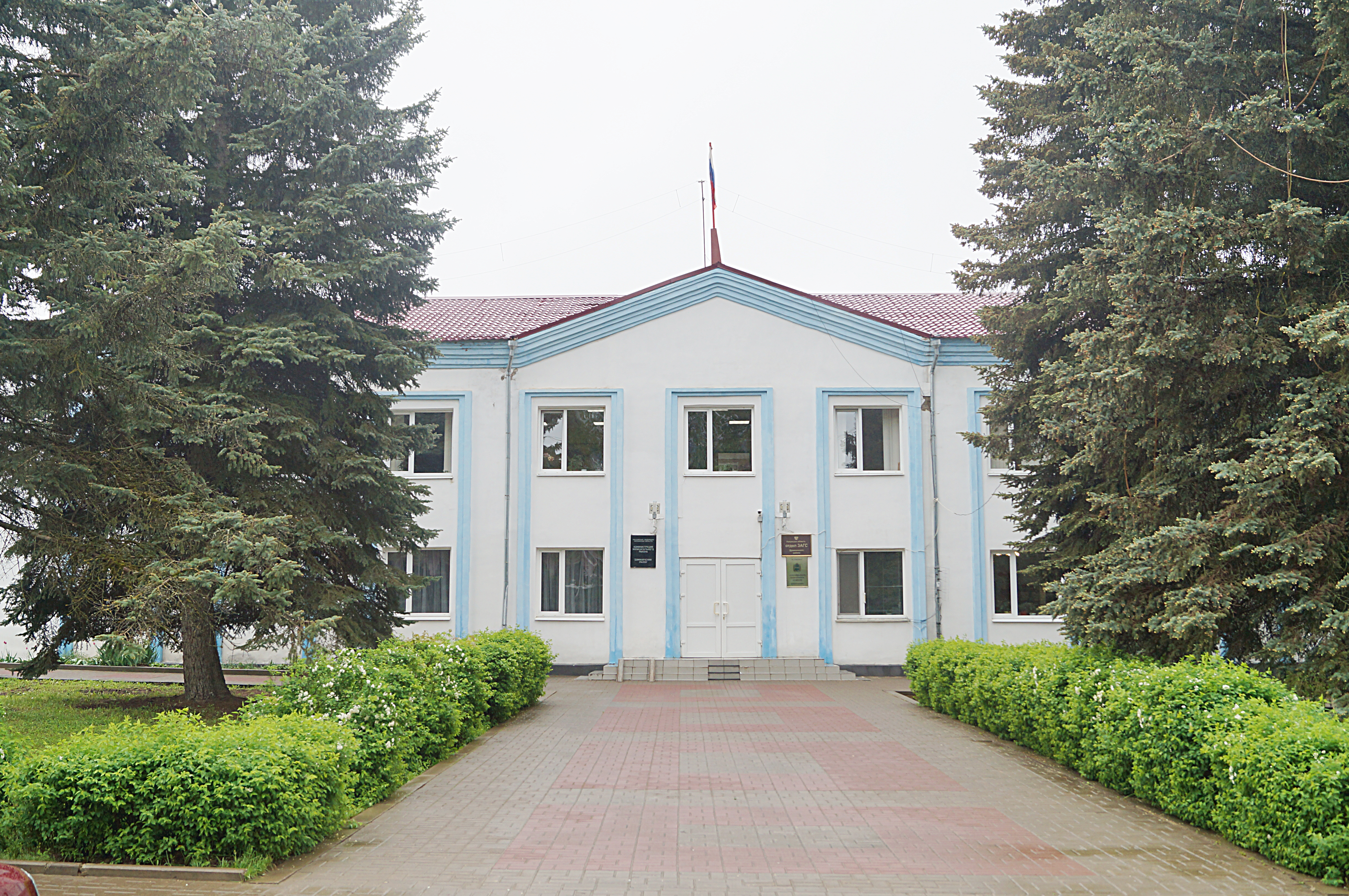
Районная администрация
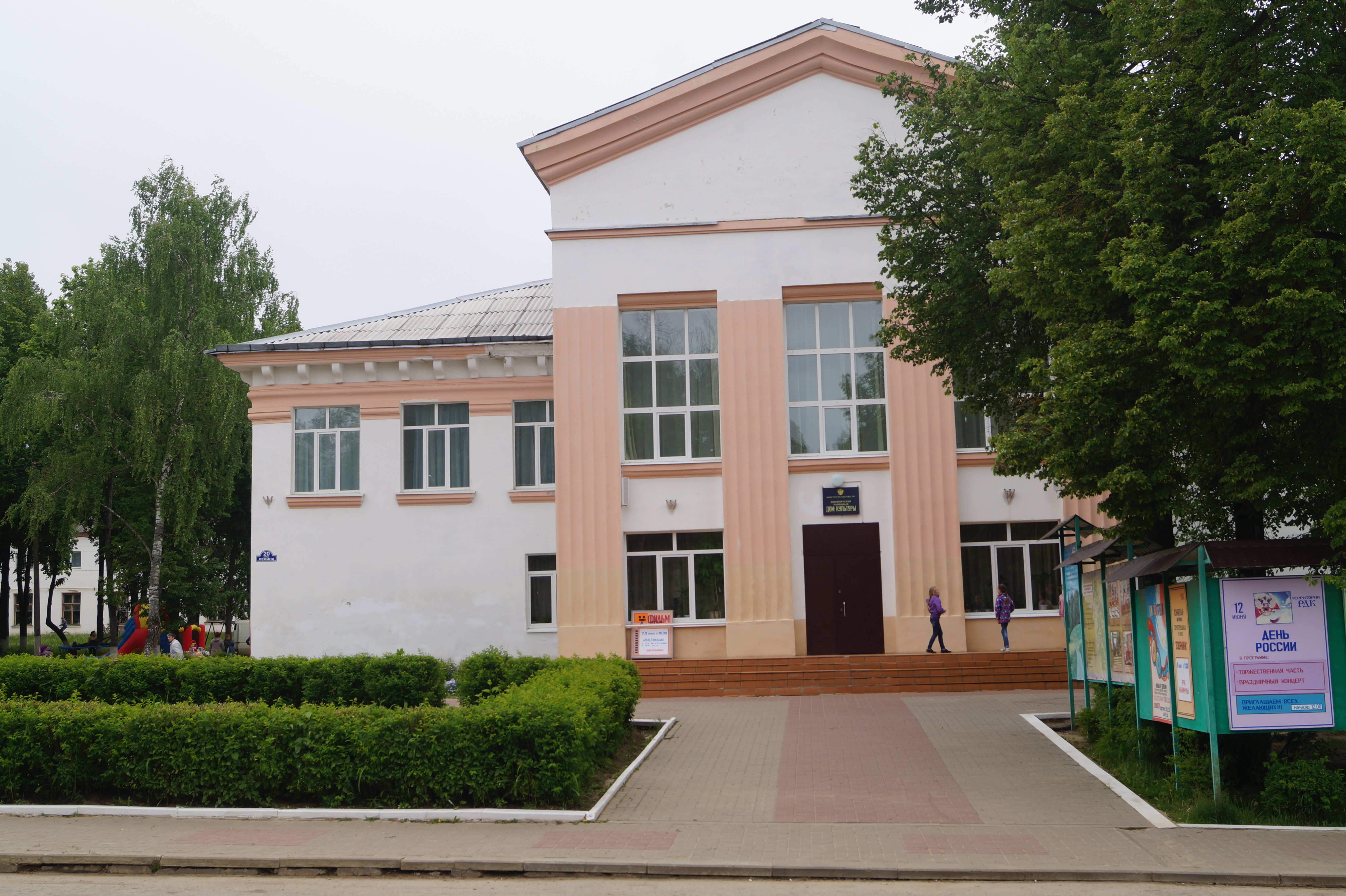
РДК
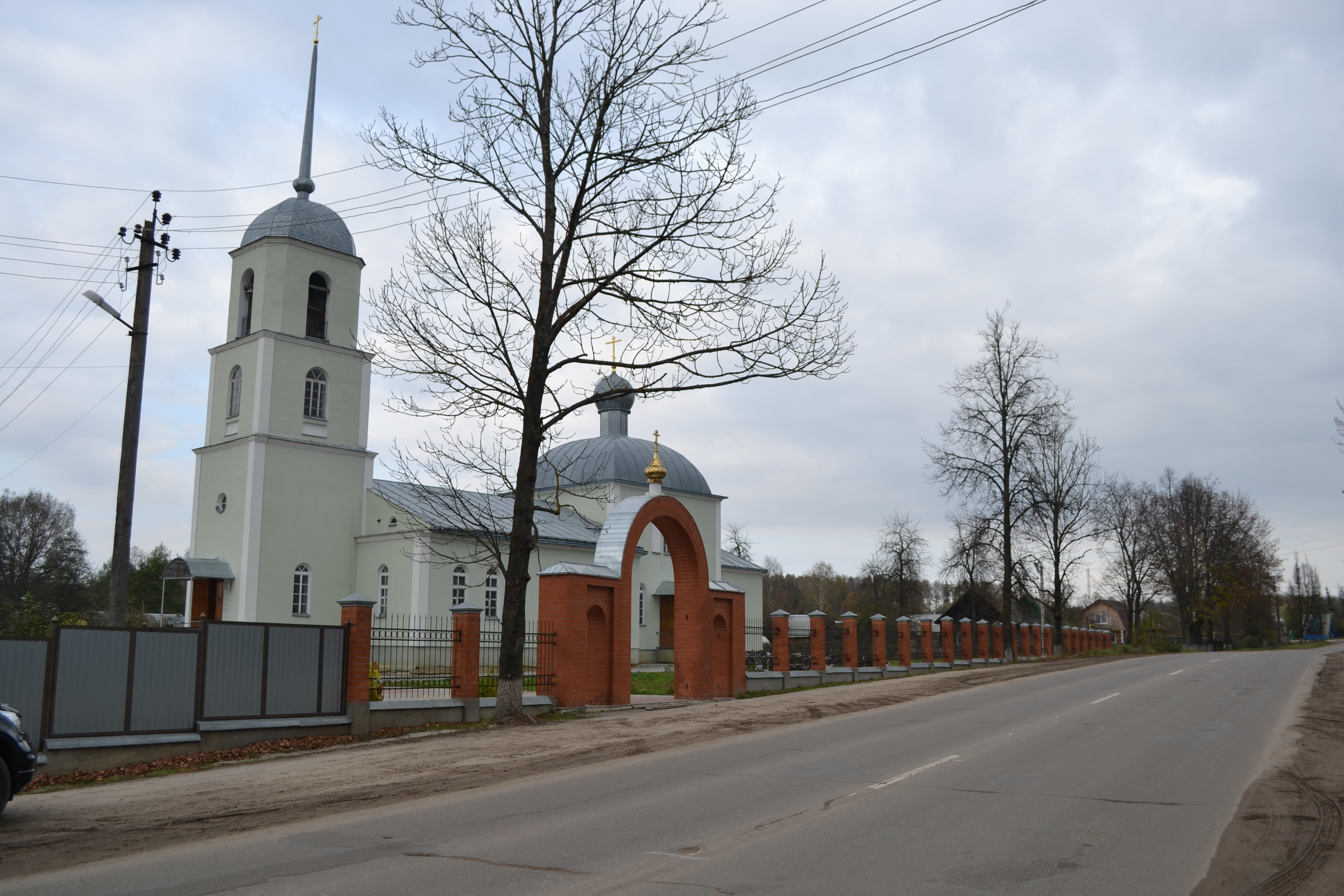
Церковь
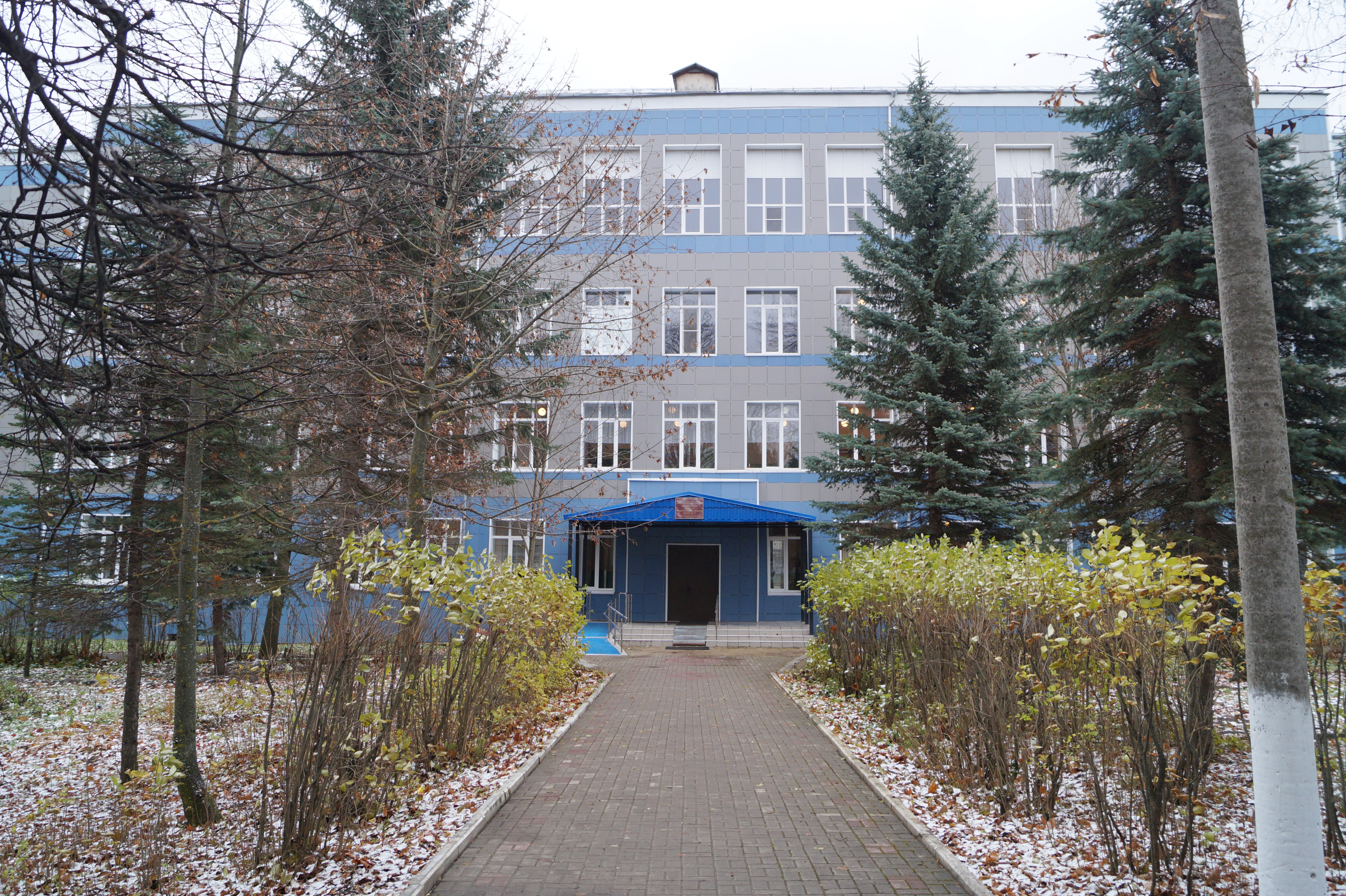
Школа №1
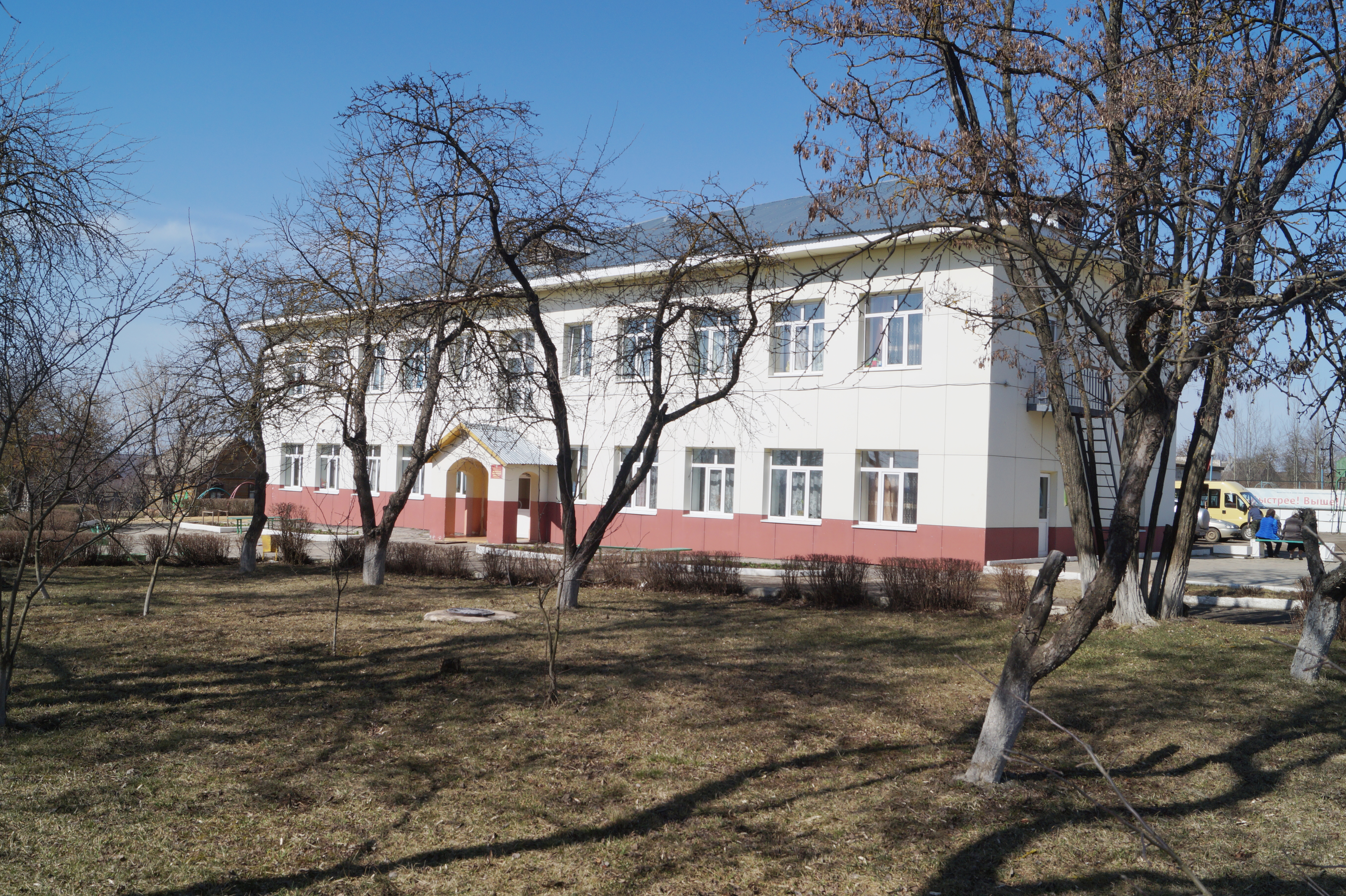
Бывший детдом
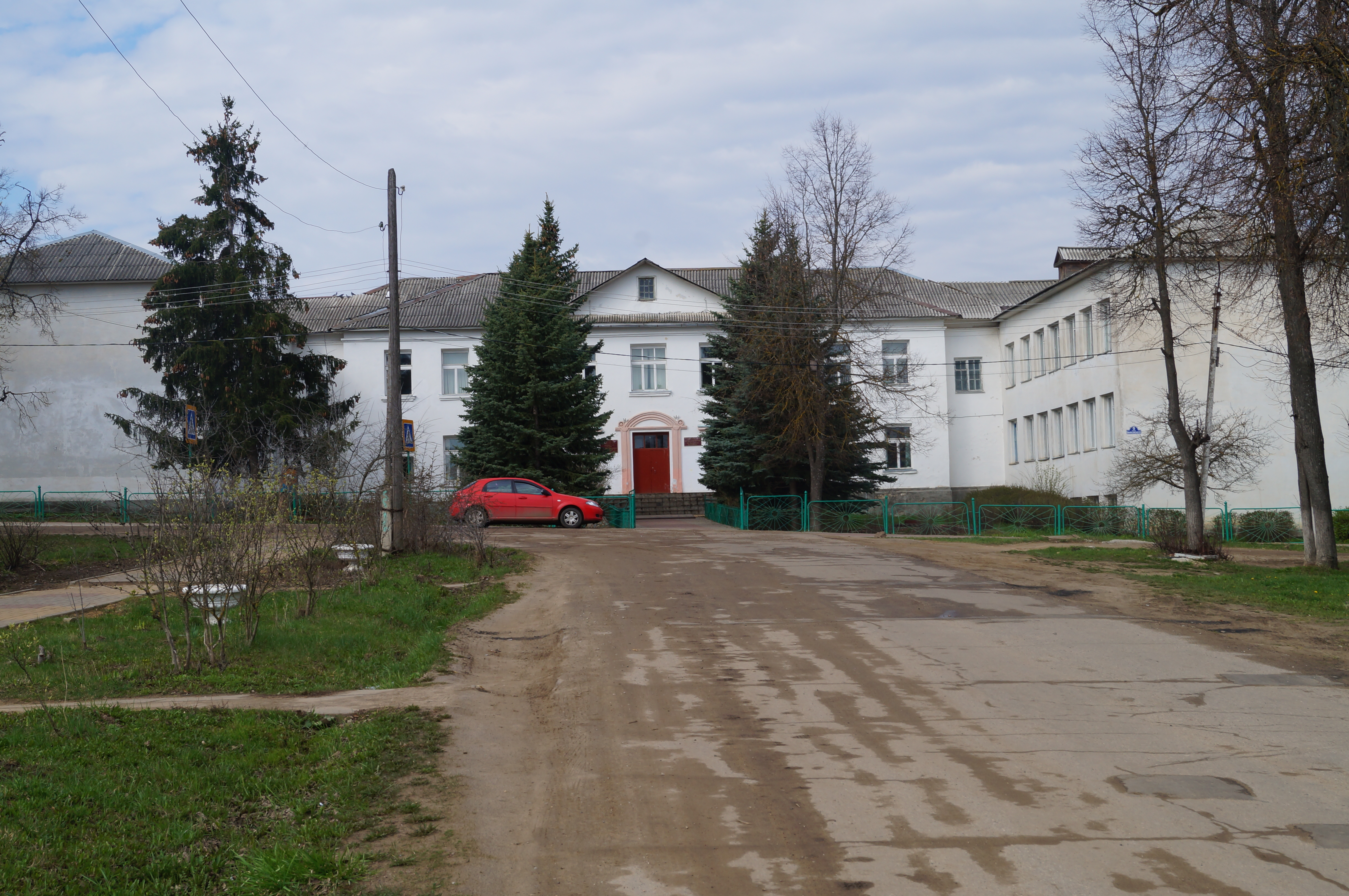
Школа № 3
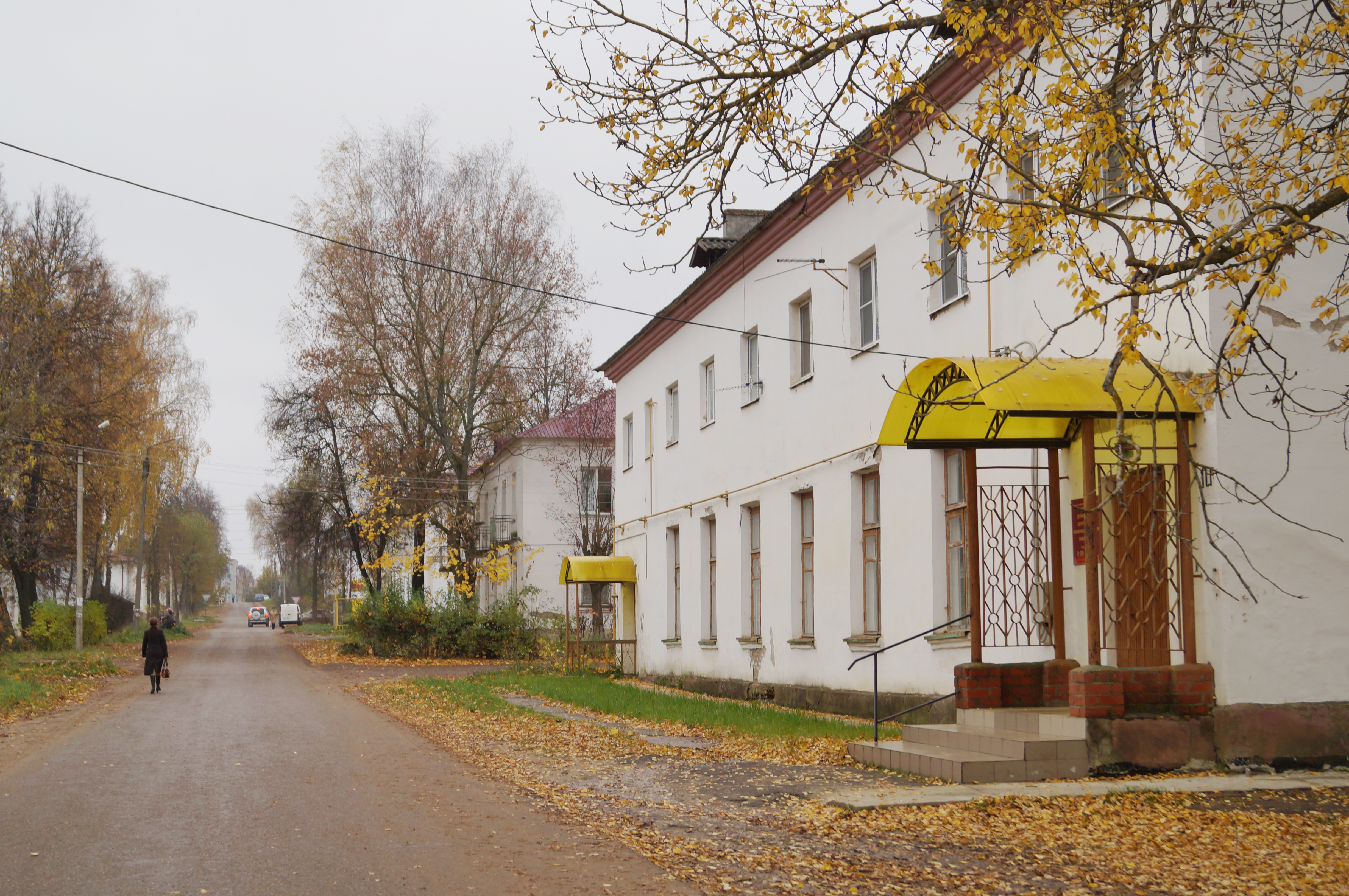
Библиотека
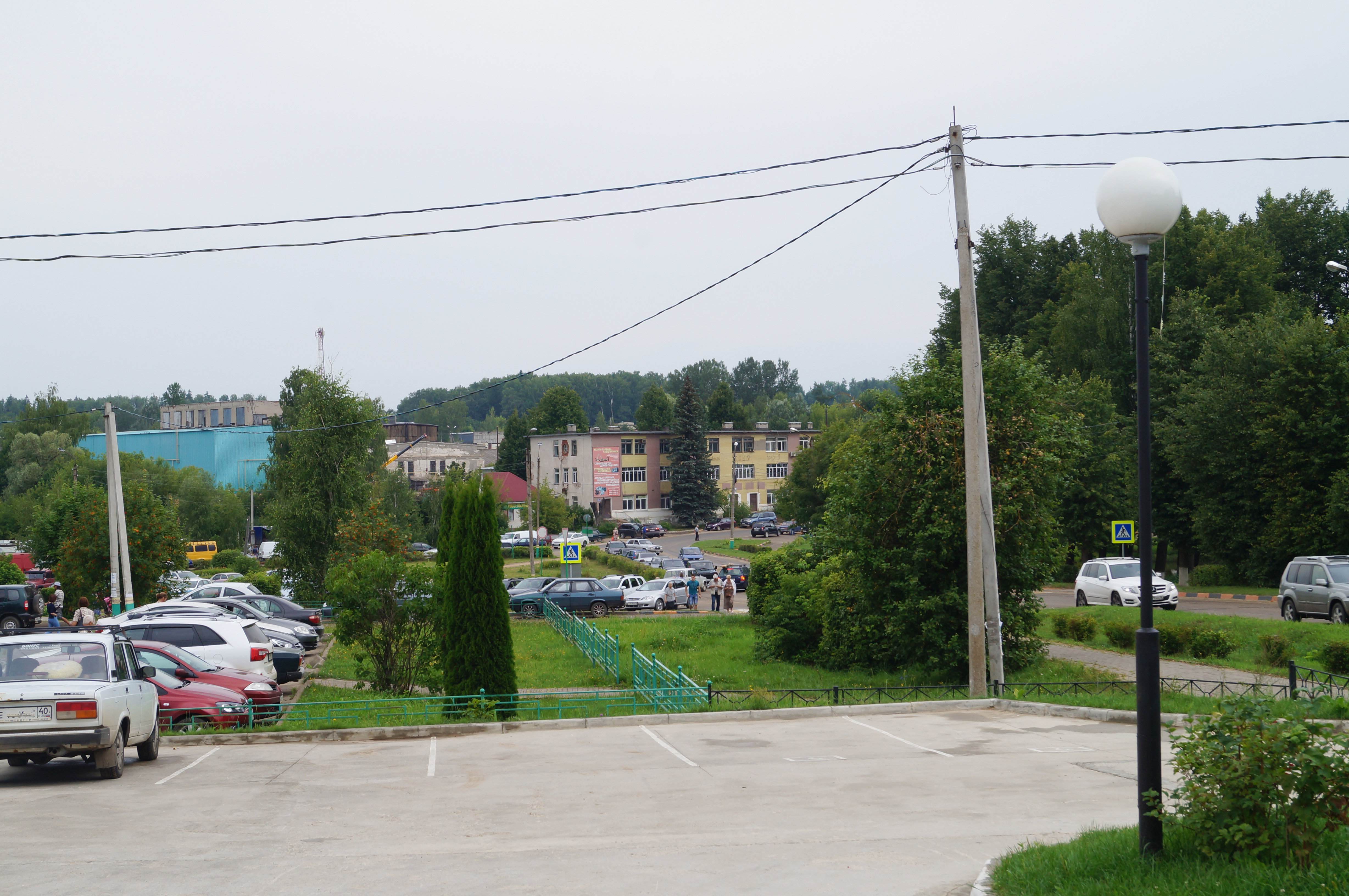
Нижняя площадь
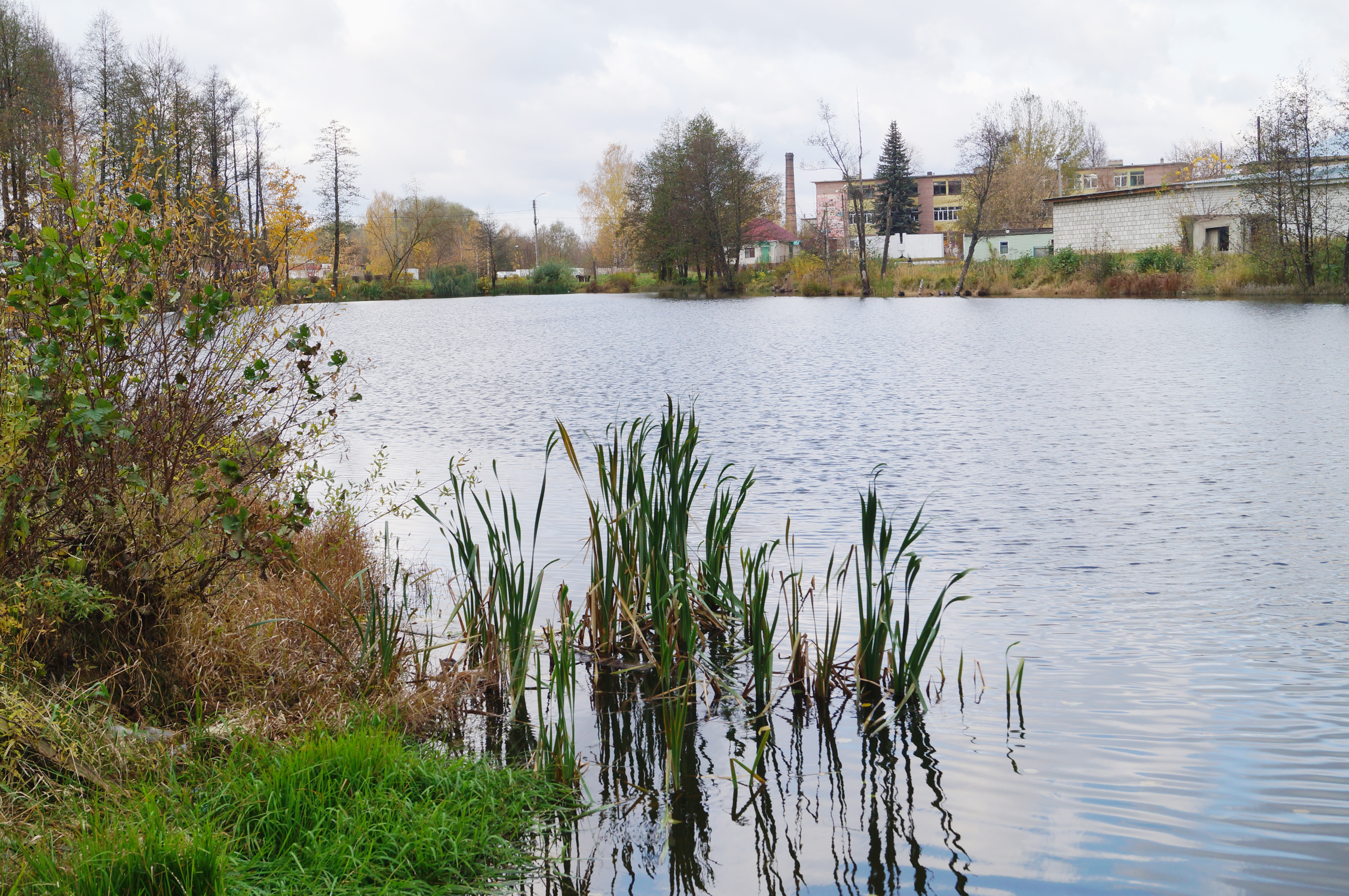
Пруд Конка
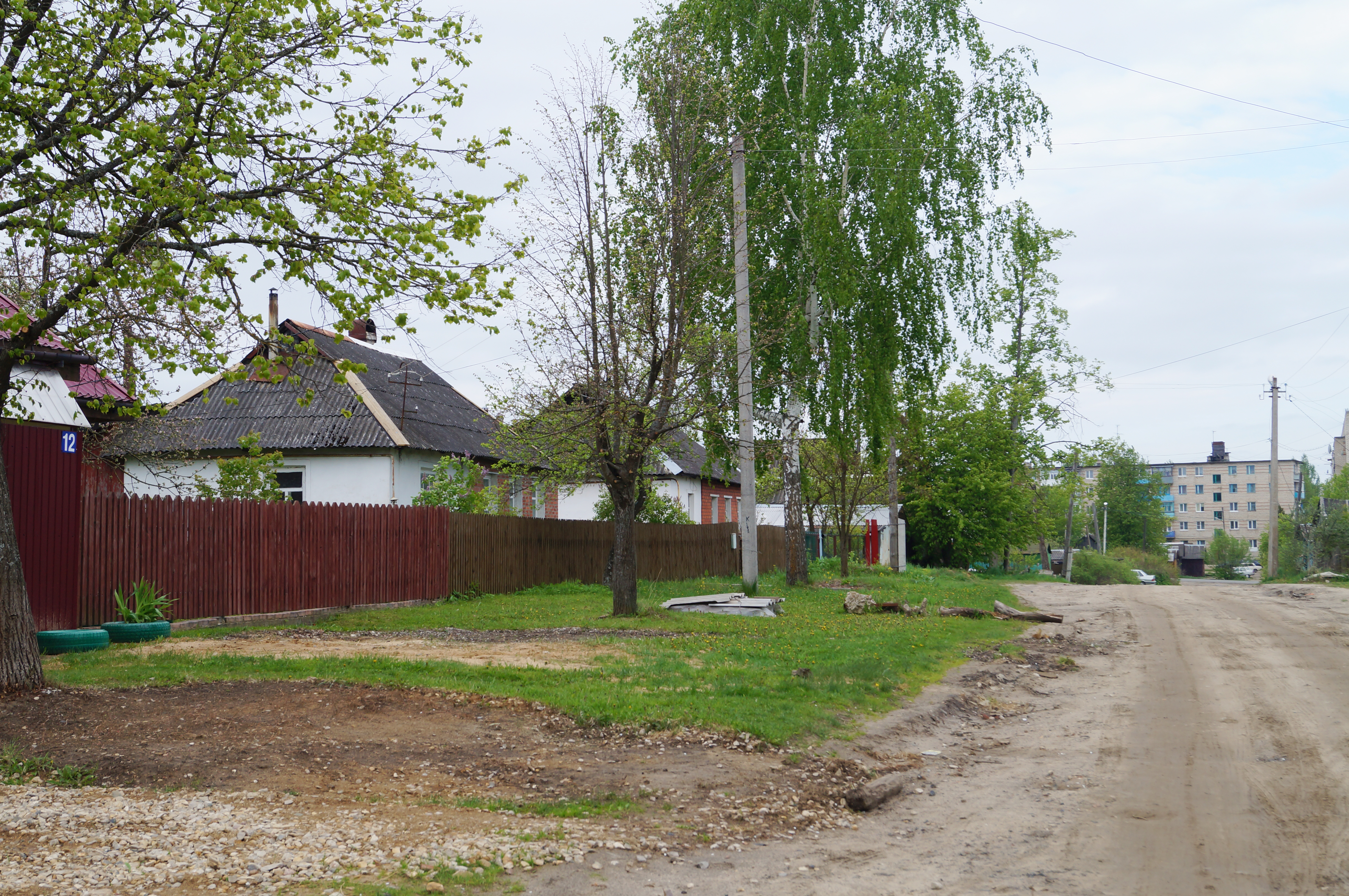
Переулок Пушкина
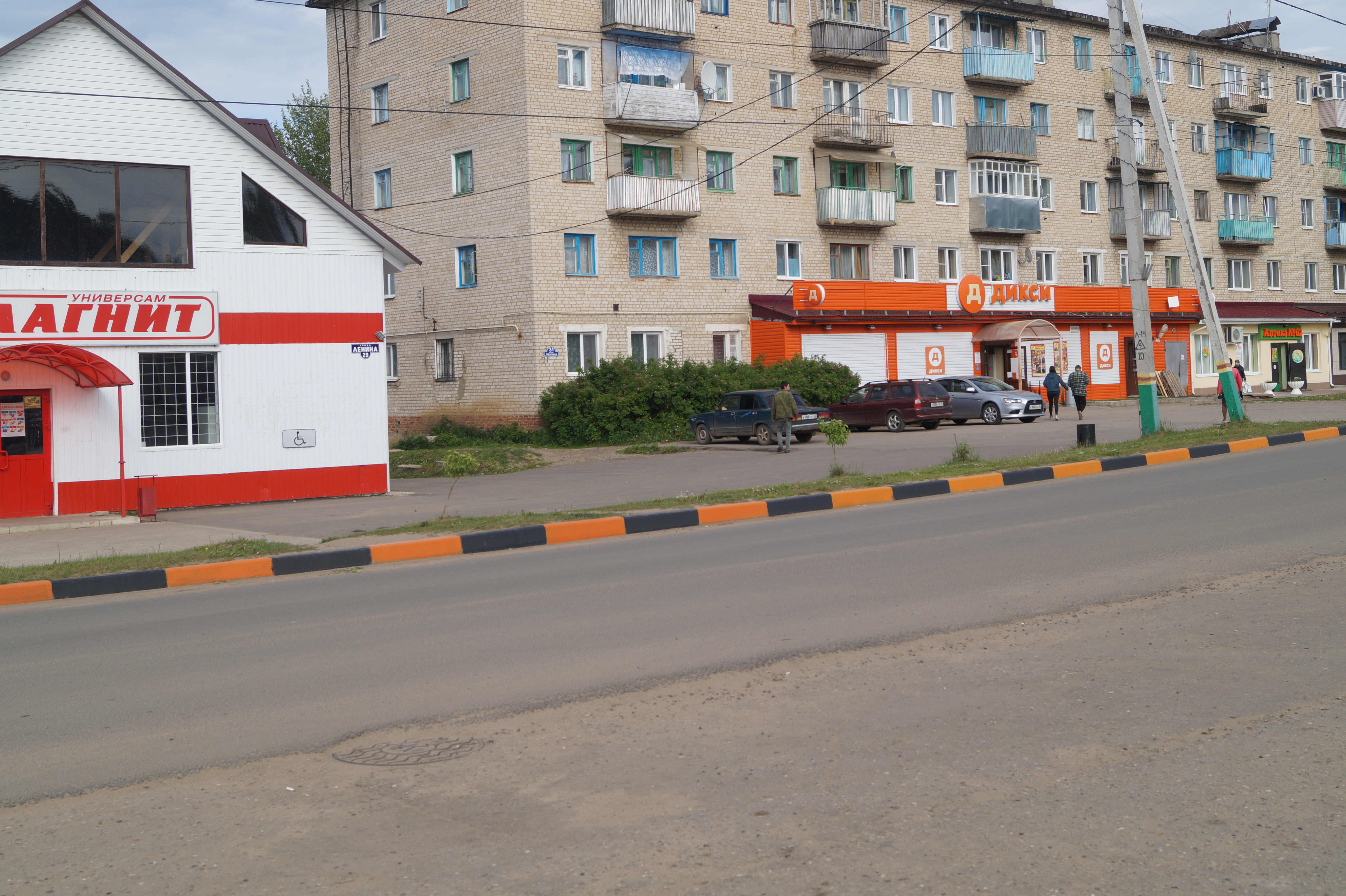
Улица Ленина
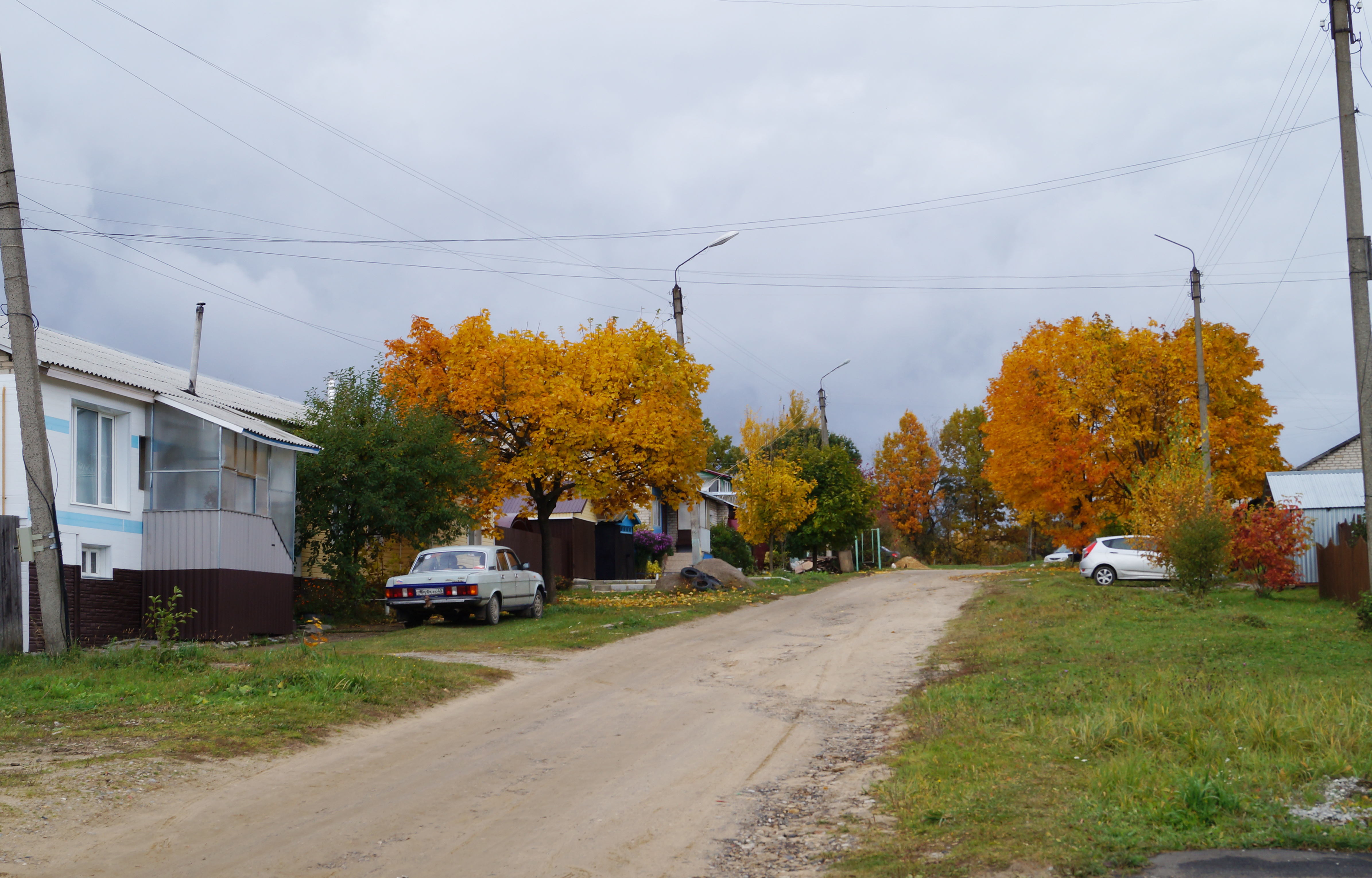
Ул. Рокоссовского
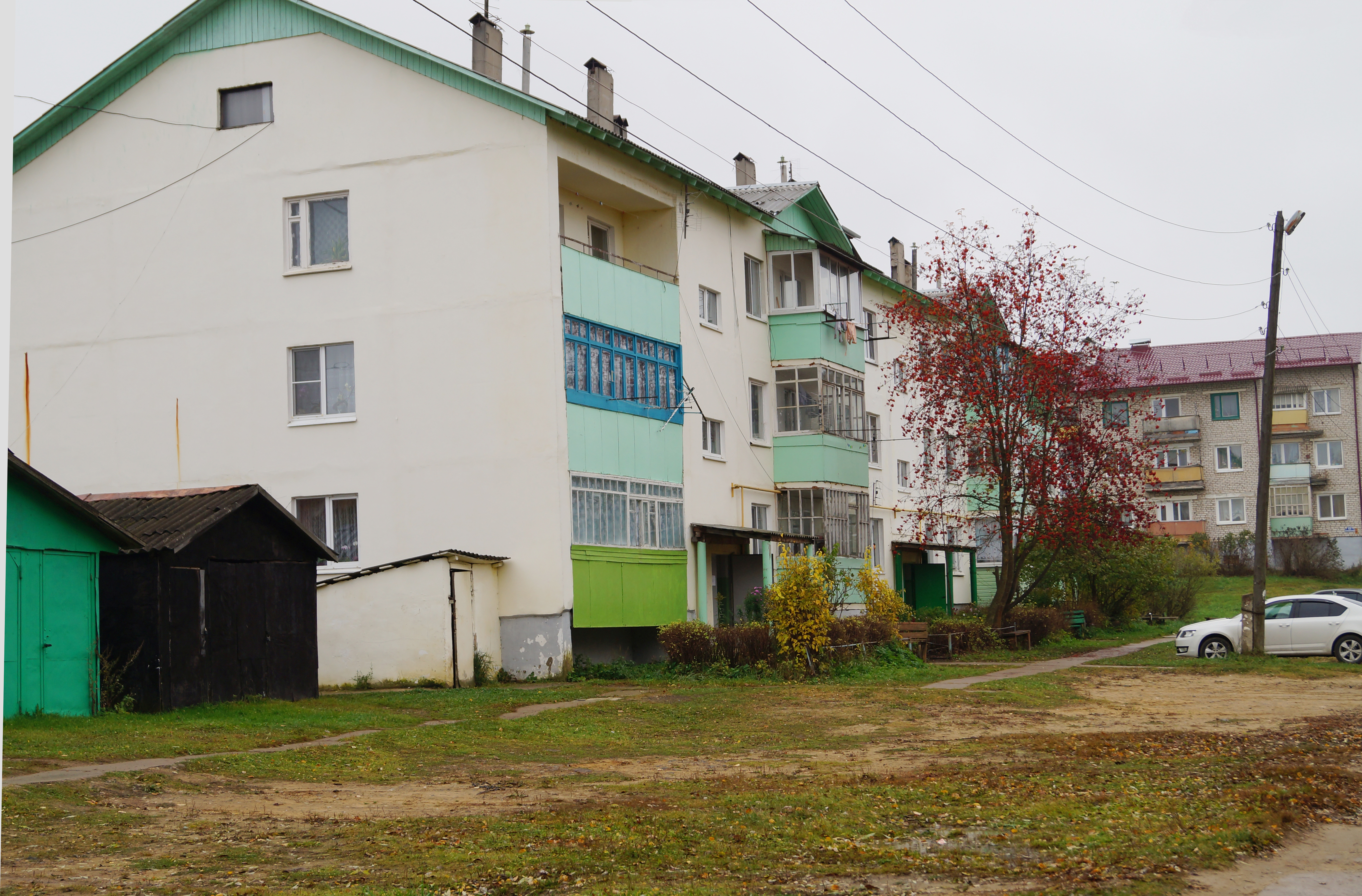
Ул. Советская
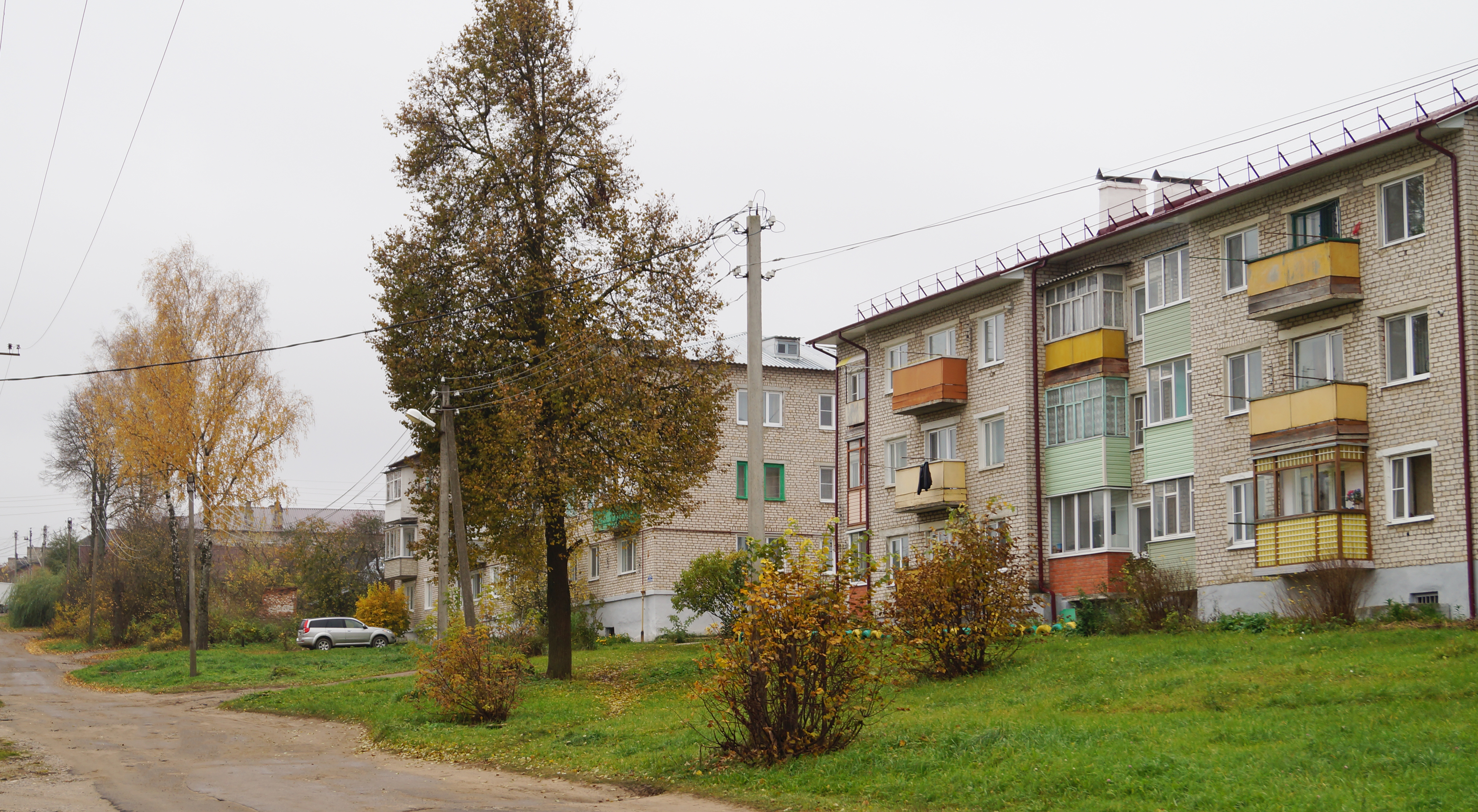
Ул. Пионерская
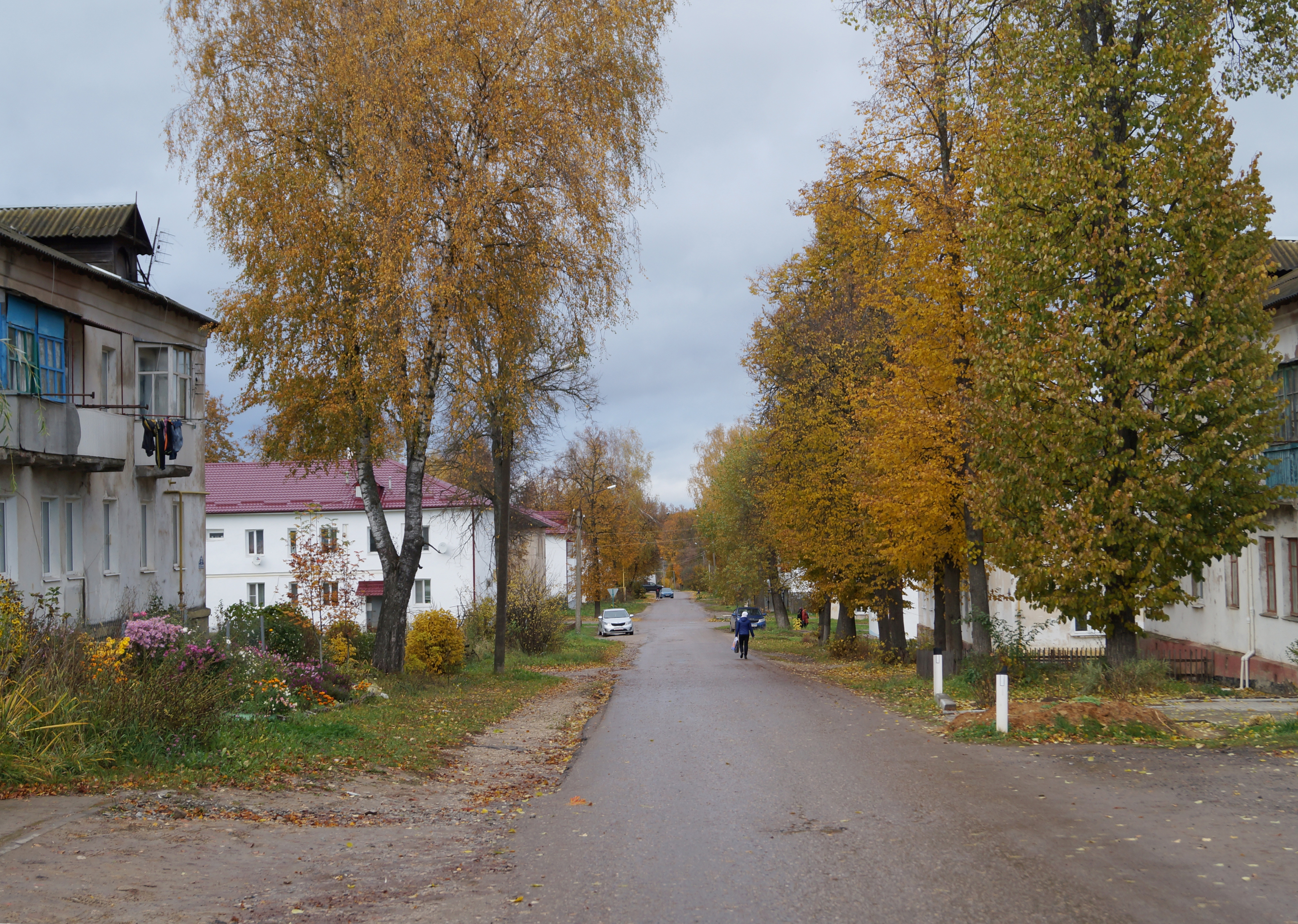
Ул. Гостиная
Здание администрации, вид сбоку
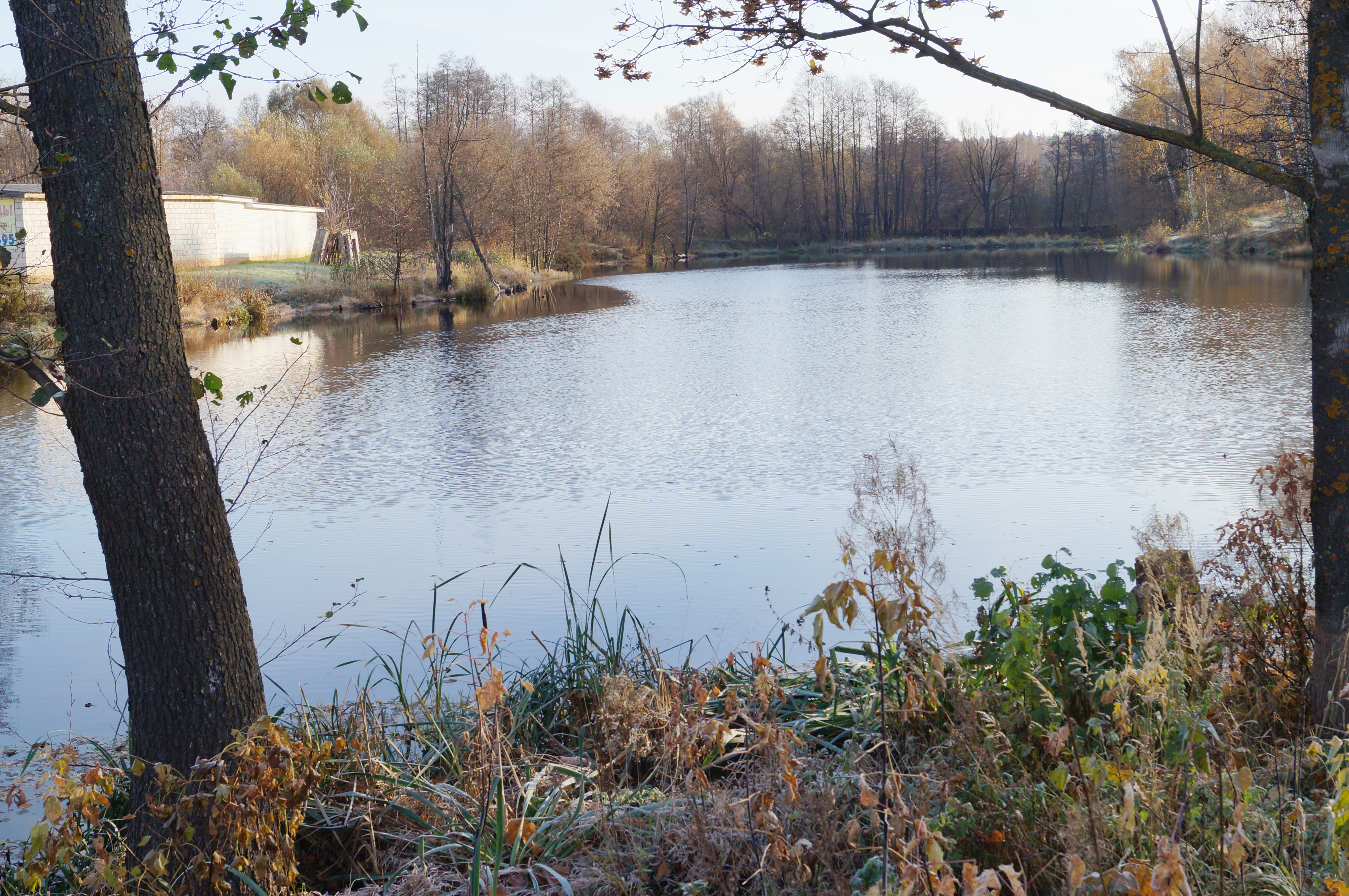
Пруд Конка. Осень.